# Channel One Cup (Fußball)
Der Channel One Cup (russ. Кубок Первого канала, Kubok Pervogo Kanala) war ein kommerzieller Fußball-Vereinswettbewerb. Veranstalter war der russische TV-Sender Kanal 1, die Roman-Abramowitsch-Stiftung sowie die nationale russische Fußballakademie. An dem Wettbewerb nahmen die Meister und Vize-Meister aus Russland, Ukraine und Israel teil. Das Preisgeld lag bei über 2 Millionen US-Dollar.

## Hauptziel des Wettbewerbs
Wichtiges Anliegen dieses Pokal-Wettbewerbs: Der Sieger des Endspiels verpflichtet sich, die Hälfte des Preisgeldes in die Jugendarbeit des jeweiligen Landes zu investieren.

## Austragungsort & Teilnehmer
Der Wettbewerb fand in Israel statt. Seit geraumer Zeit besteht zwischen russischen und ukrainischen Mannschaften eine sehr starke Rivalität. Dies macht jede Begegnung sehr spannend und interessant für die Fans.
Der erste Wettbewerb fand 2006 in Tel Aviv statt. Der Pokal wurde nur zwischen folgenden russischen und ukrainischen Vereinen ausgetragen: ZSKA Moskau, Spartak Moskau, Dynamo Kiew und Schachtar Donezk.
2007 wurden die israelischen Vereine Maccabi Haifa und Hapoel Tel Aviv hinzugefügt. Die Mannschaften wurden in zwei Gruppen aufgeteilt und beide Gruppensieger standen sich im Finale gegenüber. 
2008 wurden drei Vereine aus Russland:  
- ZSKA Moskau, Spartak Moskau, Zenit St. Petersburg,

zwei aus der Ukraine: 
- Dynamo Kiew, Schachtar Donezk, sowie
- der israelische Meister Beitar Jerusalem und
- der serbische Meister Roter Stern Belgrad eingeladen.

## Pokalsieger
| Jahr | Gewinner         | Finalist         | Torschützenkönig                               |
| ---- | ---------------- | ---------------- | ---------------------------------------------- |
| 2006 | Schachtar Donezk | Dynamo Kiew      | Brandão ( Schachtar Donezk, 3 Tore)            |
| 2007 | ZSKA Moskau      | Spartak Moskau   | Roman Pawljutschenko ( Spartak Moskau, 4 Tore) |
| 2008 | Dynamo Kiew      | Schachtar Donezk | Fernandinho ( Schachtar Donezk, 4 Tore)        |
| 2009 | Abgesagt         | Abgesagt         | Abgesagt                                       |